# Ef Zámbó Happy Dead Band
Az ef Zámbó Happy Dead Band önmeghatározása szerint kommandózenekar (mindenütt rajtaütésszerűen lépnek fel), zenei stílusában eklektikus könnyűzene, jazz, szving, rhythm and blues, rock and roll és még sok egyéb keveréke, szövegeiben szürrealisztikus, expresszív. ef Zámbó István már 1970-ben létrehozta, azóta is bulizenekarként működik.
Első e néven kiadott albumuk a Szerelem? Élet-halál, majd a Himalája következett. Az 1980-as és 1990-es években rengeteget koncerteztek. Nemcsak alternatív körökben, de más műfajok kedvelői előtt is ismertek. Szulovszky Joni 2006. június 19-i halálával egy időre meghiúsultak Zámbó István tervei, miszerint a korábbi dalokat jobb minőségben újra feljátszák. Joni meghatározó szerepet játszott a zenekarban, és elvesztését barátai nehezen dolgozták fel. Végül a Himalája anyagát némileg bővítve 2009 novemberében jelent meg a CD-változat.
A Happy Dead Band folyamatosan koncertezik, amikor csak teheti. Műsorukban a klasszikus jazz-feldolgozások és saját számok mellett már helyet kapnak egyéb műfajú dalok feldolgozásai is.

## Külső hivatkozások
- ef Zámbó István honlapja
- A Himalája-album bemutatója